# يوجين ويليام
يوجين ويليام (بالإنجليزية: Eugene Hale)‏ هو محامي ومدع وسياسي أمريكي، ولد في 9 يونيو 1836 في الولايات المتحدة، وتوفي في 27 أكتوبر 1918 في نفس البلد. حزبياً، نشط في الحزب الجمهوري. وقد انتخب عضو مجلس نواب مين وانتخب عضو مجلس النواب الأمريكي وانتخب عضو مجلس الشيوخ الأمريكي.